# Tělesné postižení

Mezinárodní symbol přístupnosti

Tělesné postižení neboli handicap je zdravotní postižení definované tělesnou odchylkou jedince omezující jeho pohybové schopnosti, což přímo ovlivňuje jeho kognitivní, emocionální a sociální výkony. „Jsou narušeny role, které postižený ve společnosti zastává: soběstačnost, schopnost cestovat, partnerská a rodinná role, pracovní a zájmová činnost.“

## Charakteristika

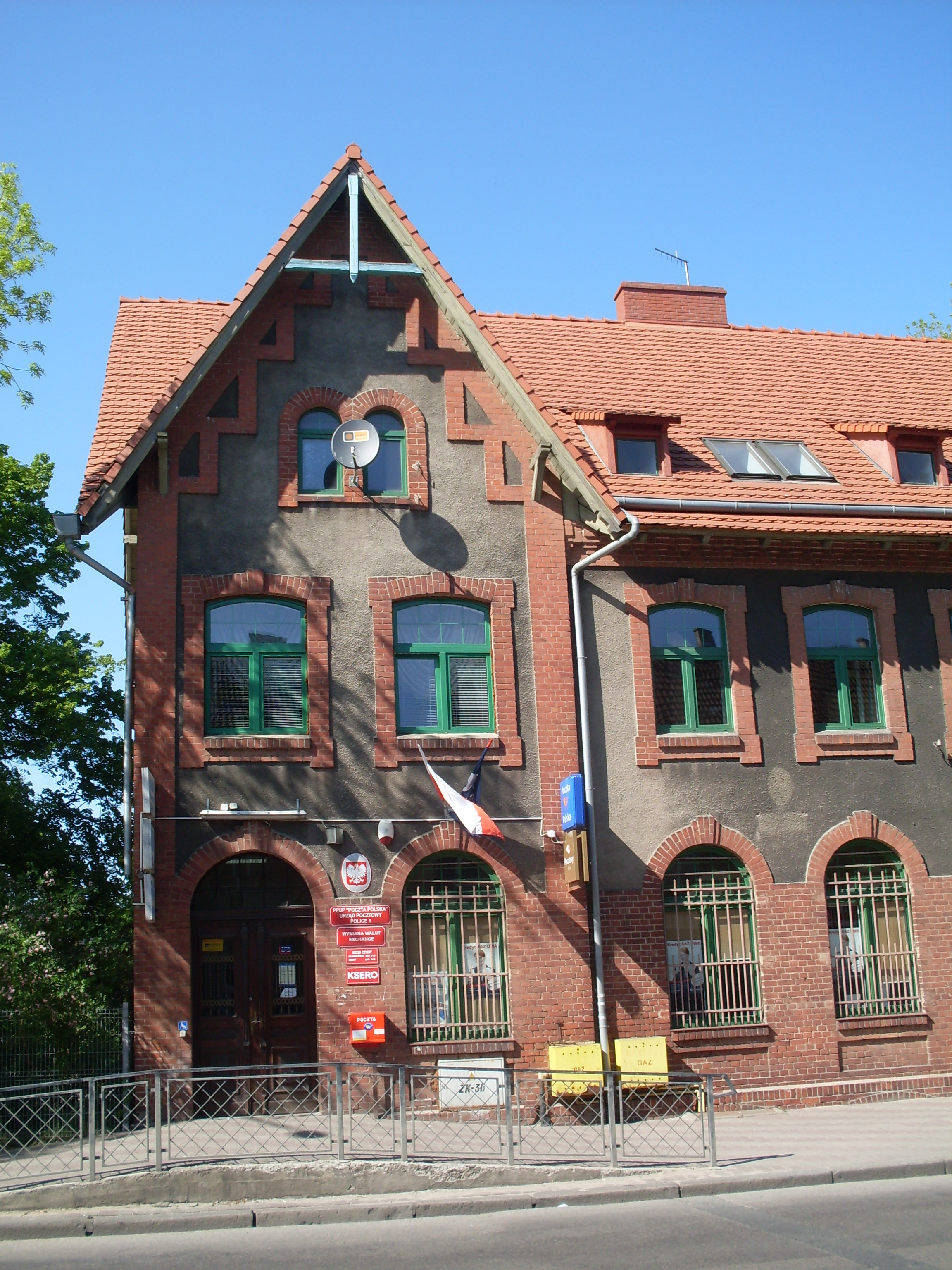
Profilovaný chodník před poštou v polském městě Police, pohodlí pro osoby se zdravotním postižením

Pojem tělesného postižení bývá obvykle redukován pouze na postižení pohybového ústrojí. Jako tělesně postižená je obecně vnímána osoba, jejíž pohybový handicap je zjevný a nedá se přehlédnout. Také zákon, který vymezuje tělesná postižení, se omezil pouze na takové definice tělesně postižených, které mají přímou souvislost s pohybovým postižením.
Tělesná postižení mohou být vrozená nebo získaná. Vrozené vady vznikají buď během těhotenství, nebo při porodu. Získaná postižení může způsobit buď úraz, nebo různé choroby. Na rozdíl od vrozených vad mohou vzniknout v kterémkoli období života.

## Postižení dle zdravotní klasifikace
- II. třída
  - vadné držení těla
- III. třída
  - amelie, dysmelie (chybění části končetin při narození)
  - vrozené rozštěpy páteře
  - ortopedické vady páteře
  - amputace a deformace končetiny
  - degenerativní onemocnění svalstva
  - stavy po úrazech pohybového ústrojí s trvalými následky
  - dětská mozková obrna
- IV. třída
  - akutně nemocní jedinci

Vadné držení těla – je onemocnění pohybového aparátu, jež vzniká v dětství vlivem jeho nesprávného zatížení. Vzniklá svalová nerovnováha pak vede k vadnému držení těla, které se projevuje změnami v reliéfu těla.
Amelie – je vrozený defekt jedné či několika končetin. Vždy je zachován alespoň základ kostí chybějící končetiny.
Dysmelie – je porucha zárodečného vývoje končetin (chybění části končetin při narození)
Rozštěp páteře (Spina bifida) – je jedna z nejrozšířenějších vrozených vad. Vzniká v prvních 25 dnech těhotenství. Při této vadě se jeden či několik obratlů neuzavřou a vznikne v nich mezera. Následkem je určitá míra ochrnutí.
Degenerativní onemocnění svalstva neboli svalová dystrofie – je genetické onemocnění, jež zasahuje svalstvo. Toto označení zahrnuje přes 20 specifických genetických vad. Většina z nich má podobné příznaky (ochabování svalstva), ale rozdílný průběh.
Dětská mozková obrna – je označení pro skupinu chronických onemocnění, pro než je charakteristická porucha centrální kontroly hybnosti. Objevuje se v prvních letech života a která se zpravidla v dalším průběhu nezhoršuje. Příčinou je porucha vývoje či poškození těch oblastí mozku, z nichž je ovládán pohyb.